# Caecum brasilicum
Caecum brasilicum é uma espécie  da família Caecidae e do gênero Caecum.  
É encontrado exclusivamente na Amazônia Azul, no Brasil.

## Taxonomia
O táxon foi descrito oficialmente em 1874 por Léopold de Folin. 